# 第一届阿里·沙斯特罗阿米佐约内阁
第一届阿里·沙斯特罗阿米佐约内阁是印度尼西亚共和国第14届内阁，也是阿里·沙斯特罗阿米佐约总理领导的第一届内阁，於1953年8月1日成立，於1955年7月24日总辞职。除了阿里总理外，该届内阁的主要领导人还有两位副总理翁索内戈罗和宰因·阿里芬，故又称阿里－翁索－阿里芬内阁。该届内阁任期内还在万隆召开了第一次亚非会议（即万隆会议），阿里总理被推举为会议主席。

## 组成

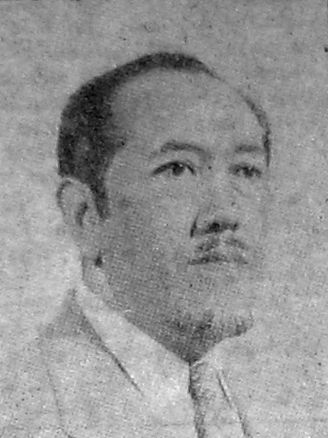
阿里总理

### 领导层
- 总理: 阿里·沙斯特罗阿米佐约（印度尼西亚民族党）
- 第一副总理：翁索内戈罗（大印度尼西亚联盟）
- 第二副总理：宰因·阿里芬（伊斯兰教士联合会）[1]

### 内阁其他成员
- 外交部长：苏纳里约（印度尼西亚民族党）
- 内政部长：哈宰林（大印度尼西亚联盟）
- 国防部长：伊瓦·库苏马苏曼特里（进步派）
- 司法部长：佐迪·贡多库索莫（人民国家党）
- 新闻部长兼代理卫生部长：费迪南德·伦班托宾（印度尼西亚人民联合会）
- 财政部长：王永利（印度尼西亚民族党）
- 农业部长：萨查尔沃（印度尼西亚农民阵线）
- 经济事务部长：伊斯卡克·佐克罗阿迪苏尔约（印度尼西亚民族党）
- 交通部长：阿比库斯诺·佐克罗苏约索（印度尼西亚伊斯兰联盟党）
- 公共工程与人力资源部长：鲁塞诺（印度尼西亚人民党）
- 劳工部长：苏丹·穆赫塔尔·阿比丁（劳工党）
- 社会事务部长：苏罗索（大印度尼西亚党）
- 教育与文化部长：穆罕默德·亚明（无党派）
- 宗教事务部长：马希库尔（伊斯兰教士联合会）
- 国家繁荣事务国务部长：苏迪布约（印度尼西亚伊斯兰联盟党）
- 土地事务国务部长：穆罕默德·哈纳菲亚（伊斯兰教士联合会）[2]

## 阁员变动
- 1953年9月14日，负责国家繁荣事务的国务部长苏迪布约辞职，第一副总理临时接管国家繁荣事务。
- 也是在1953年9月14日，交通部长阿比库索诺辞职，公共工程与人力资源部长鲁塞诺代理交通部长。同年10月2日，鲁塞诺正式担任交通部长，而他的公共工程与人力资源部长之职则由印度尼西亚伊斯兰联盟党的穆罕默德·哈桑接替。同日，费迪南德·伦班托宾代理的卫生部长之职由印尼伊斯兰联盟党的华裔党员李杰登（印尼名穆罕默德·阿里）接替。
- 1954年10月23日，第一副总理兼代理国家繁荣事务部长翁索内戈罗、交通部长鲁塞诺与内政部长哈宰林一同辞职。阿里总理接管了副总理和交通部长的事务，而第二副总理宰因·阿里芬则接管内政部长和国家繁荣事务部长的事务。这样在该届内阁的余下任期内只有一位副总理。
- 1954年11月8日，经济事务部长伊斯卡克·佐克罗阿迪苏尔约辞职，前交通部长鲁塞诺接任。同日，伊斯兰教师联盟的西拉杰丁·阿巴斯被任命为国家繁荣事务国务部长，副总理宰因·阿里芬不再负责国家繁荣事务。
- 1954年11月19日，土地事务国务部长穆罕默德·哈纳菲亚辞职，由人民国家党的伊·古斯蒂·格德·拉卡接任。同日，印尼民族党的阿德南·卡保·加尼接任交通部长，伊斯兰教师联合会的苏纳约接任内政部长。
- 1955年7月13日，国防部长伊瓦·库苏马苏曼特里辞职，副总理宰因·阿里芬代理国防部长。[1]

### 书目
- Feith, Herbert, , Jakarta: Equinox Publishing (Asia) Pte Ltd: 331–413, 2007, ISBN 979-3780-45-2 （英语）.
- Simanjuntak, P. N. H., , Jakarta: Djambatan: 133–148, 2003, ISBN 979-428-499-8 （印度尼西亚语）.